# Niemur River
Der Niemur River ist ein Fluss im Süden des australischen Bundesstaates New South Wales.
Er entspringt südöstlich des Ortes Barratta Woolshed im Werai State Forest in der Nähe des Edward River. Von dort fließt er nach Westen und mündet bei Tueloga in den Wakool River.